# Мэтьюс, Артур Фрэнк
Артур Фрэнк Мэтьюс (Мэтьюз) (англ. Arthur Frank Mathews; 1860—1945) — американский художник-тоналист и педагог. Один из основателей Движения искусств и ремёсел в США. В 1923 году получил Золотую медаль Американского института архитекторов за выдающиеся достижения в области живописи.

## Биография
Родился 1 октября 1860 года в городе Маркесан, штат Висконсин, где жил в течение шести лет. Затем, в 1866 году, его отец-архитектор перевез семью в Сан-Франциско.
Как и его братья — Уолтер и Эдгар, Артур получил первые знания по архитектуре от своего отца. Затем обучался живописи в школе California School of Design у Вирджила Уильямса. В Сан-Франциско он работал в качестве дизайнера и иллюстратора в технике литографии в магазине. Затем, с 1885 по 1889 годы Мэтьюс изучал искусство в парижской Академии Жюлиана, где на его творчество повлияли учители — Гюстав Буланже и Жюль Лефевр (классицизм), Джеймс Уистлер (тонализм) и Пьер Сесиль (символизм).
По возвращении из Парижа, Мэтьюс преподавал в школах Сан-Франциско — San Francisco Art Students League и California School of Design, директором последней став в 1890 году. В 1894 году он женился на своей студентке. Преподаванием занимался вплоть до Великого землетрясения 1906 года в Сан-Франциско. После землетрясения он с женой открыл мебельный магазин, где Мэтьюс проявил свои способности дизайнера, ремесленника и художника. Они создали также компанию Philopolis Press и публиковали ежемесячный журнал, где пропагандировали Движение искусств и ремёсел в эстетике восстанавливаемого города. Среди многочисленных заказов Мэтьюса в этот период была серия фресок из двенадцати панелей для здания Капитолия в Сакраменто.
Умер 19 февраля 1945 года в Сан-Франциско, штат Калифорния. Жена — Люсия Мэтьюс (англ. Lucia Kleinhans Mathews), тоже художница. Супруги Мэтьюс оказали значительное влияние на развитие искусства Калифорнии в конце девятнадцатого и начале двадцатого веков.

## Труды

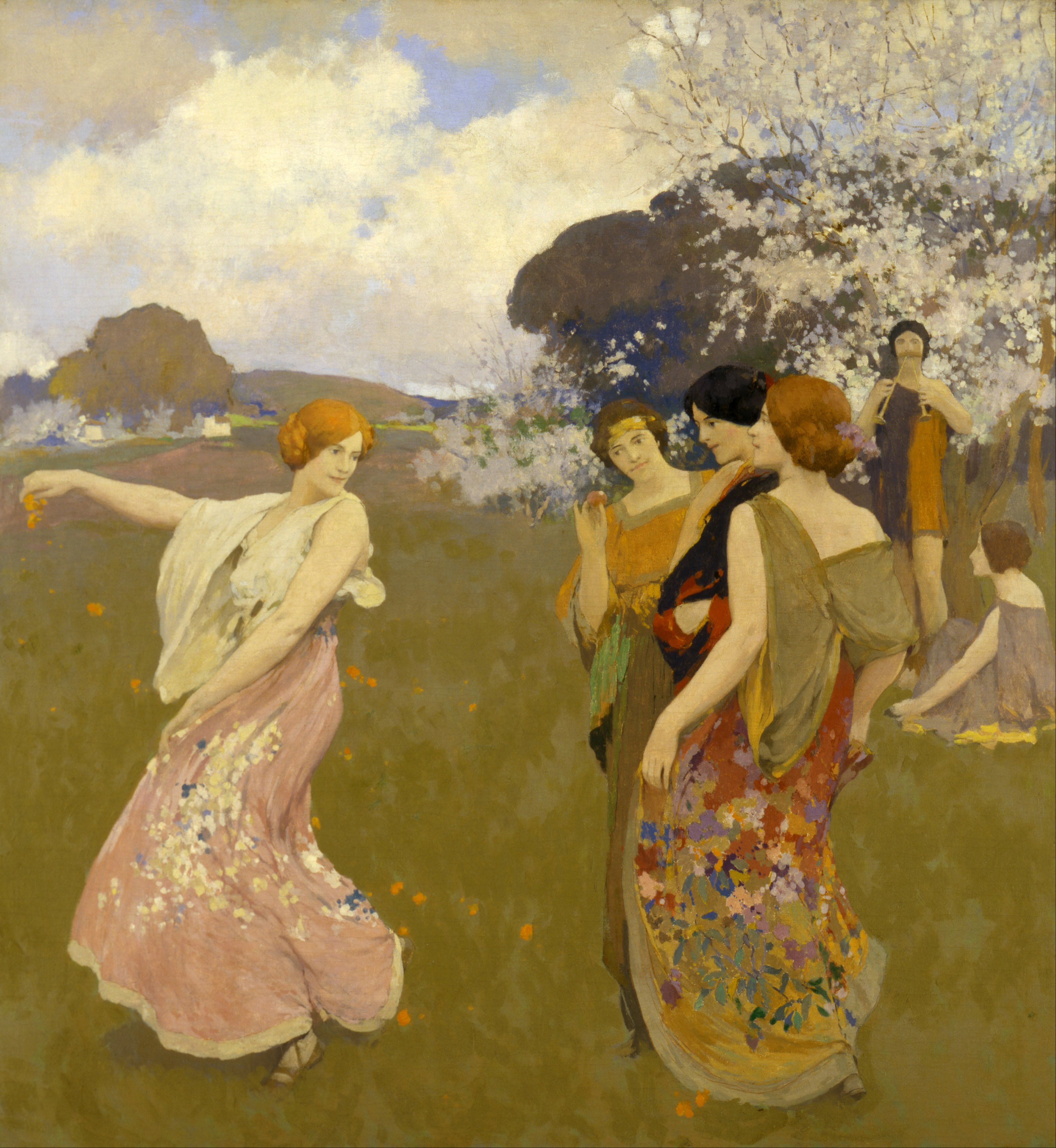
«Весенний танец»,
около 1917 года

Работы Артура Мэтьюса находятся во многих музеях США: Художественный музей Крокера — в Сакраменто, Музей изобразительных искусств и M. H. de Young Memorial Museum — в Сан-Франциско, Los Angeles County Museum of Art — в Лос-Анджелесе, Музее скульптур Хиршхорна и других.